# Polder het Noordland
Het waterschap Polder het Noordland was een waterschap in de gemeente 's-Gravenzande in de Nederlandse provincie Zuid-Holland.
Het waterschap was verantwoordelijk voor de drooglegging en de waterhuishouding in de polder.